# Frederik Christian van Bracht
Frederik (Friedrich) Christian van Bracht (ca. 1720 i København – begravet 2. oktober 1759 sammesteds) var en dansk maler og hofforgylder, far til Christian Tønder von Bracht.
Hans forældre var hoflakerer Carsten Tønder (ca. 1687-1761) og Elisabeth van Bracht (ca. 1696-ca. 1736). Bracht tog navn efter sin morfar, hoflakerer Christian van Bracht, ligesom han også antog dennes og faderens håndtering. På hjørnet af Stormgade og Vestergade ejede han et hus, som hans far 1717 havde overtaget efter svigerfaderen, der selv havde erhvervet det 1683.
Bracht indleverede allerede som 16-17-årig malerier til kongen, som denne købte. Brachts leverancer fortsatte i ti år indtil 1746. 1745 og 1746 fik han af partikulærkassen betaling for billeder af Frederiksberg og Frederiksborg Slotte og for blomsterbilleder i akvarel. Statens Museum for Kunst ejer to landskabsminiaturer, hhv. 1737 og udateret, og på Det Kongelige Bibliotek findes desuden en signeret tegning i Johanne Fosies stambog (1748). Bracht var dilettant og hans små malerier savner kunstnerisk kvalitet.
Han blev gift 19. august 1744 i København med Dorothea Elisabeth Leitloff (døbt 16. september 1729 smst. – 24. august 1782 smst.), datter af gartner ved Det kgl. Palæ Johan Georg Leitloff (ca. 1685-1766, gift 2. gang 1735 med Salome Tronier, ca. 1700-1765) og N.N. (død 1734). En datter af ham blev gift med officeren Heinrich Johannes Krebs.
Han er begravet i Sankt Petri Kirke.
På Det Nationalhistoriske Museum på Frederiksborg Slot findes et portrætmaleri af Bracht udført af Johan Hörner 1742, og Nationalmuseet har en kopi efter dette.